# نزلة الحسايبة
قرية نزلة الحسايبة هي إحدى القرى التابعة لمركز دير مواس بمحافظة المنيا في جمهورية مصر العربية. حسب إحصاءات سنة 2006، بلغ إجمالي السكان في نزلة الحسايبة 5092 نسمة، منهم 2493 رجلا و2599 امرأة.